# BMW 309
La BMW 309 est une petite voiture du constructeur BMW produite entre 1934 et 1936. Elle succède à la BMW 3/20.

## Historique
Afin de ne pas perdre une partie de ses clients après l’arrêt de la production de la BMW 3/20, BMW lance début 1934 la type 309, qui associe le châssis et la carrosserie de la 303 à la motorisation moins chère de la 3/20. Afin d’adapter la puissance du moteur au poids plus élevé de la voiture, la cylindrée a été augmentée à près de 850 cm3, ce qui a porté la puissance à 22 ch (16 kW).
Les voitures ont été produites en 1934 en tant que châssis sans carrosserie (2 550 Reichsmark), berline (3 050 Reichsmark), berline décapotable (3 250 Reichsmark), voiture de tourisme (3 550 Reichsmark), cabriolet 4 places (3 850 Reichsmark) et cabriolet 2 places (4 050 Reichsmark), livrées chacune avec 2 portes. En 1936, ce modèle quatre cylindres a été abandonné sans remplaçant - le prochain modèle quatre cylindres de BMW n’est arrivé sur le marché qu’en 1962 avec la "Neue Klasse". 6 000 exemplaires de la type 309 ont été construites.
| Chiffres de production | Année | 1934  | 1935  | 1936 | Total |
| ---------------------- | ----- | ----- | ----- | ---- | ----- |
| BMW 309                |       | 3 658 | 1 880 | 462  | 6 000 |

## Technologie

### Moteur
Le moteur quatre cylindres en ligne de la 3/20 précédente a été essentiellement adopté, mais la cylindrée a été augmentée à 845 cm3 en augmentant l’alésage du cylindre - de 56 mm à 58 mm toujours avec une course de 80 mm. La puissance est passée à 22 ch (16 kW), qui sont délivre à 3 500 tr/min. Le moteur était désigné dans toutes les publications BMW comme le ""moteur flottant" quatre cylindres 0,9 L/22 ch de BMW". Le terme "moteur flottant" faisait référence au fait que le moteur et la boîte de vitesses bloquée étaient suspendus élastiquement en deux points. BMW avait acquis une licence pour cela de Chrysler.
La suspension élastique était rendue possible d’une part par l’espace généreux que le moteur quatre cylindres relativement compact procurait dans le compartiment moteur conçu pour le moteur six cylindres, d’autre part, il fallait amortir les vibrations du moteur quatre cylindres avec seulement deux roulements de vilebrequin et aucun contrepoids sur les bandes de vilebrequin et du châssis à l’écart.
BMW eux-mêmes a clairement énoncé le problème et sa solution :

« Les techniciens et les conducteurs pratiques savent exactement quel est le point sensible du moteur quatre cylindres : il tourne fort et il tremble. Le temps où le moteur quatre cylindres était écarté pour cette raison est révolu. Aujourd’hui, dans le cas des moteurs quatre cylindres vraiment avancés, l’ensemble du bloc moteur-transmission est suspendu dans du caoutchouc de telle manière que la machinerie n’a pas besoin d’exercer de contrainte sur sa nature; au contraire, elle peut vibrer autour du centre de l’axe de gravité autant que la nature l’exige - mais cette vibration ne peut pas atteindre le châssis, au contraire, elle est transformée de manière significative par l’effet de ressort de la suspension en caoutchouc en un travail moteur utile dans l’ensemble. (BMW a la licence de la suspension 2 points d’origine Chrysler !) »

-Feuilles de BMW 19/1934
BMW a également commercialisé cette construction à plusieurs reprises sous le nom de "DRP. anm.", ou "DRP a" - c’est-à-dire enregistré en tant que brevet dans le Reich allemand.
Comme le modèle à moteur six cylindres, la 309 a reçu une boîte de vitesses à quatre vitesses avec levier de vitesse central et une propulsion arrière; les troisième et quatrième vitesses étaient synchronisées. Les véhicules atteignaient une vitesse maximale de 80 km/h.

### Châssis
Avec le châssis bas, la construction de la 309 correspondait à celle du modèle 303 à moteur six cylindres présenté l’année précédente. Les roues avant étaient suspendues indépendamment sur un ressort transversal (au-dessus) et des triangles (en-dessous), l’essieu arrière rigide était sur des ressorts à lames longitudinaux semi-elliptiques boulonnés au pont d’essieu par le bas. Les quatre roues étaient équipées de freins à tambour actionnés par un câble.